# Parque Nacional do Lago Kovada
O Parque Nacional do Lago Kovada (em turco:  Kovada Gölü Milli Parkı), estabelecido no dia 3 de novembro de 1970, é um parque nacional no sul da Turquia. Ele está localizado nos distritos de Sütçüler - Eğirdir da província de Isparta.